# Melanotrichia attiaides
Melanotrichia attiaides är en nattsländeart som beskrevs av Wolfram Mey 1998. Melanotrichia attiaides ingår i släktet Melanotrichia och familjen Xiphocentronidae. Inga underarter finns listade i Catalogue of Life.